# Вумбай
Вумба́й (англ. Woombye) — город в районе Саншайн-Кост, юго-восточный Квинсленд, Австралия. В 2016 году население города составило 3 246 человек.

## География
Вумбай находится на юго востоке Квинсленда, недалеко от города Намбор, в 100 км к северу от Брисбена. Город известен своими ананасовыми фермами.

## История
Город был основан в 1868 году, а название «Вумбай» получил в 1880-х.

## Достопримечательности
- Недалеко от города находится туристическая достопримечательность — Большой ананас.

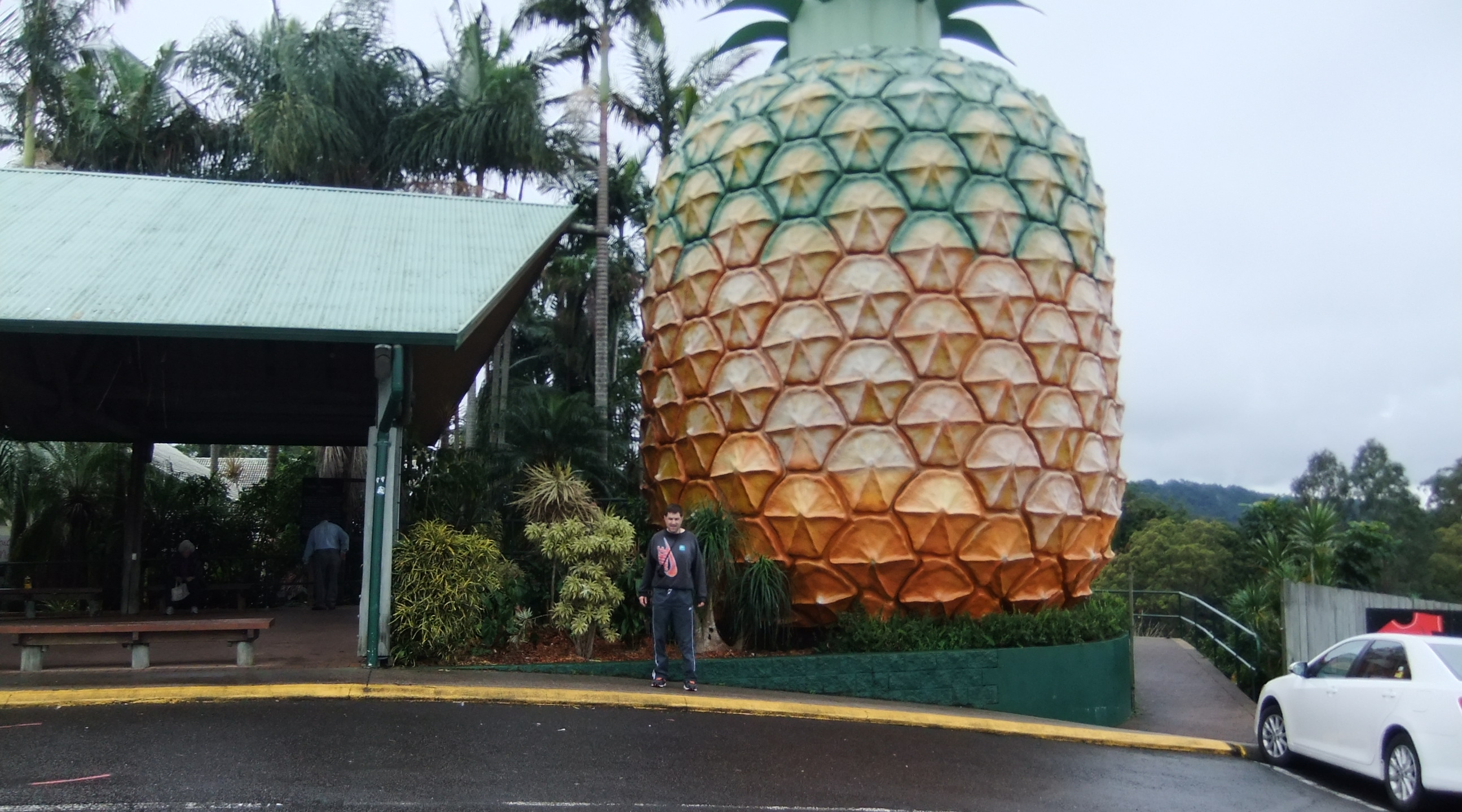
Большой ананас